# Oppure no
Oppure no è un singolo del cantautore italiano Carlo Zannetti, pubblicato il 25 giugno 2016.

## Descrizione
Il disco è stato pubblicato dall'etichetta discografica TuneCore.

## Tracce
1. Oppure no – 3:39 (Carlo Zannetti)